# Mladen Kašić
Mladen Kašić est un ancien joueur et actuel entraîneur croate de volley-ball, né le 8 septembre 1958 à Sisak (Sisak-Moslavina). Il mesure 1,88 m et jouait passeur.
Il est un des très rare entraîneurs à être passé d'une équipes masculine à une équipe féminine.
En 2011, il redevient entraineur du Nice Volley-Ball. Il est le père de Hana Novotni Kašić joueuse de volley-ball.
Il devient champion de Slovénie avec le club ACH Volley Ljubljana (2021-2022) et champion de France l’année suivante avec le club Volero Le Cannet (2022-2023)

## Parcours

### Joueur
Passeur réputé pour son caractère et par son niveau de jeu impressionnant.

#### Clubs
| Club               | Pays        | De          | À           |
| ------------------ | ----------- | ----------- | ----------- |
| Mladost Zagreb     | Yougoslavie | 1979-1980   | 1985-1986   |
| Stade Français     | France      | 1986-1987   | 1986-1987   |
| Giomo Fontafredda  | Italie      | 1987-1988   | 1987-1988   |
| Stade Poitevin     | France      | 1988 - 1989 | 1988 - 1989 |
| Jockey Schio       | Italie      | 1989-1990   | 1989-1990   |
| San Giorgio Mestre | Italie      | 1991-1992   | 1991-1992   |
| JSA Bordeaux       | France      | 1994-1995   | 1994-1995   |

#### Palmarès
- Championnat de Yougoslavie (6)
  - Vainqueur : 1981, 1982, 1983, 1984, 1985, 1986
- Coupe de Yougoslavie (6)
  - Vainqueur : 1980, 1981, 1983, 1984, 1985, 1986

### Entraîneur

#### Clubs
| Club                 | Pays   | De        | À         | Qualité   |
| -------------------- | ------ | --------- | --------- | --------- |
| Nice Volley-Ball     | France | 1996-1997 | 2006-2007 | Principal |
| Le Cannet-Rocheville | France | 2007-2008 | 2010-2011 | Principal |
| Nice Volley-Ball     | France | 2011-2012 | ???       | Principal |

#### Palmarès
- Championnat de France (1) :
  - Vainqueur : 2023.

- Championnat de Slovénie (1) :
  - Vainqueur : 2022.

- Coupe de France féminine 
  - Finaliste : 2008, 2011

- Coupe de la CEV féminine
  - Finaliste : 2008